# Tick-Tock

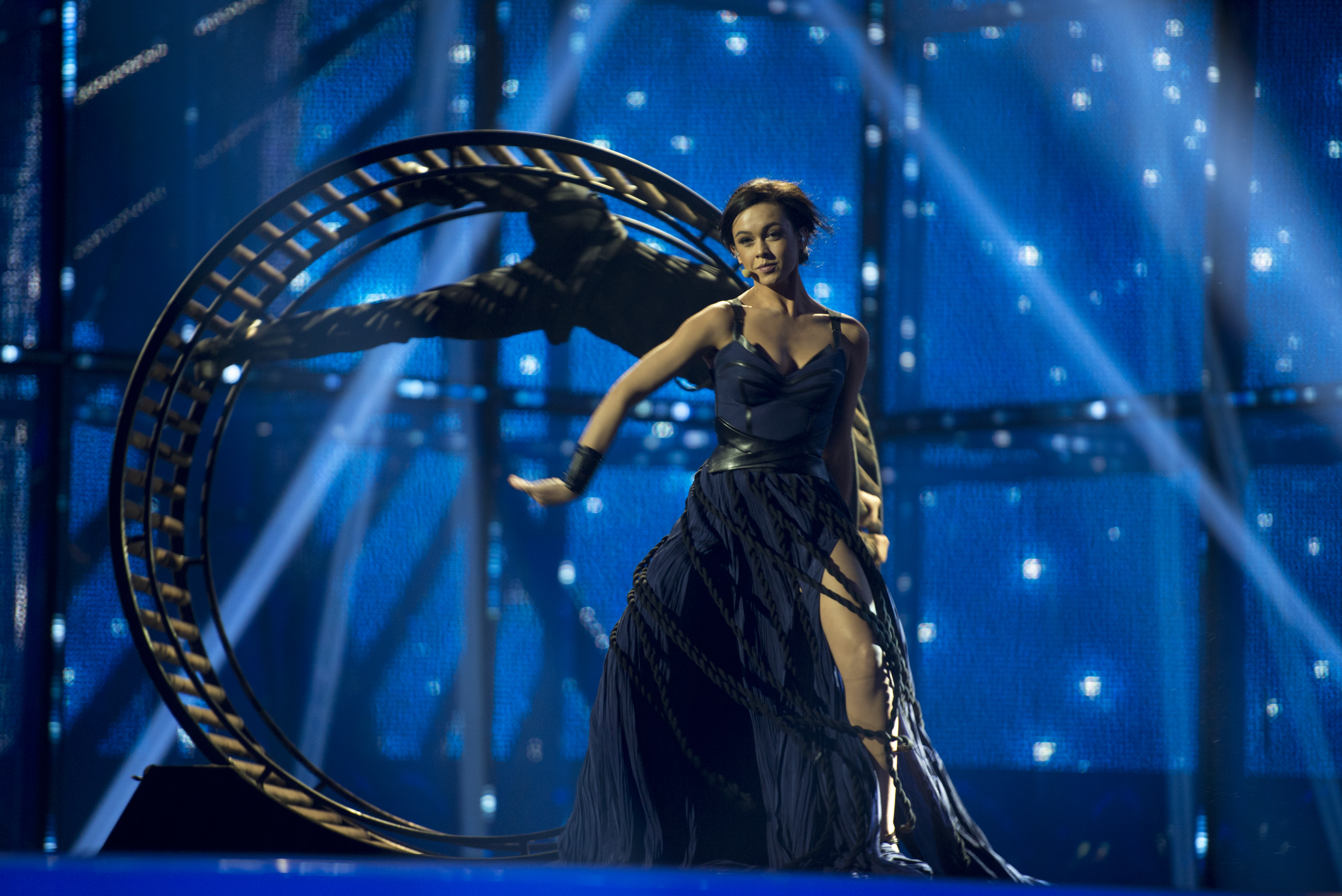
Mariya Yaremchuk, representante da Ucrânia com a canção "Tick-Tock", durante o primeiro ensaio geral da primeira semifinal do Festival Eurovisão da Canção 2014, realizado em Copenhague

"Tick-Tock" (em português: Tic-Tac) é uma canção levada pelo país ucraniano para o Festival Eurovisão da Canção 2014 pela interprete Mariya Yaremchuk.